# Zawada (gmina Kłomnice)
Zawada – wieś w Polsce położona w województwie śląskim, w powiecie częstochowskim, w gminie Kłomnice.
Pod koniec XIX wieku majątek Janaszów zakupili bracia Jan i Edward Reszkowie, znani śpiewacy operowi.
Do 1953 roku miejscowość była siedzibą gminy Konary, a w latach 1953–1954 gminy Zawada w województwie łódzkim. W latach 1975–1998 miejscowość należała administracyjnie do województwa częstochowskiego.

## Legenda
Jak każda wieś, tak i Zawada posiada swoją legendę przekazywaną ustnie z pokolenia na pokolenie. Według niej, kiedy król Jan III Sobieski wraz z wojskiem podążał na odsiecz Wiednia i przebywając w klasztorze gidelskim udał się do ówczesnego wojewody sieradzkiego Denholfa do Kruszyny, jego powóz wraz z nim zaczął tonąć przy przeprawie przez Wartę w Zawadzie. Na ratunek królowi pośpieszyli mieszkańcy wsi, a jeden z nich przezwiskiem Miś wyratował króla z topieli, za co król obdarował go przywilejami nadaniem ziemi.

## Historia
Zawada była dawniej wsią książęcą, później królewską. Jej początek sięga prawdopodobnie czasów piastowskich. Z badań etymologów wynika, że nazwa osady Zawada pochodzi z wczesnego średniowiecza i oznacza nazwę obronną lub granicę osadnictwa na tym terenie. Może też oznaczać miejsce za wodą, ponieważ od strony Gidel płynie rzeka Warta, a za nią jest wieś. Zawada wraz z Konarami, Śliwakowem, a od 1966 roku z Rudnikami tworzyły klucz królewski Konarski. Starostwa Konarskie we wczesnym średniowieczu zajmowały się hodowlą koni. Do końca I Rzeczypospolitej pozostały w Polsce trzy Starostwa Konarskie, a ich starostowie zasiadali w parlamencie… Jednym ze starostów Konarskich był Mikołaj z Garbowa – ojciec Zawiszy Czarnego. Pierwsza wzmianka w dokumentach, to rok 1474 i pochodzi z akt Metryki Królewskiej. Dokument ten wystawiony został przez króla Kazimierza Jagiellończyka. Dobra królewskie były w zasadzie dzierżawione dożywotnio przez szlachtę. Pod koniec XV wieku Zawada wraz z Konarami dzierżawione były przez ród Bąków z Bąkowej góry. Od 1520 roku dzierżawcami wsi przez ponad 100 lat była rodzina Przerębskich z Przerębu, która dzierżawiła lub wykupiła większość wsi na naszym terenie. W 1552 roku nastąpiła lustracja, według której Zawada posiadała 4,5 łana ziemi (1 łan = 17 ha) i 11 kmieci, karczmę i młyn wodny na prawie wieczysto czynszowym.
Kiedy na tron Polski w 1575 roku zasiadł Stefan Batory, jedną z reform jakie wprowadził w państwie była reforma wojska. Wydaniem dekretu w 1578 roku zorganizował Piechotę Wybraniecką, do której powołano chłopów z dóbr królewskich. Wybrańcem z Klucza Konarskiego został Jan Miś, który brał udział w wojnie z Moskwą o Inflanty. Piechota Wybraniecka w czasie trzech wypraw wykazała swą przydatność a żołnierze odznaczali się odwagą i bohaterstwem. Po zwycięskiej wojnie z Moskwą król wydał dekret dla wszystkich wybrańców uczestniczących w tej wojnie, na mocy którego Jan Miś dopiero w 1613 roku z rąk króla Zygmunta III Wazy otrzymał przywilej wolności osobistej dla siebie i swoich spadkobierców. Wraz z tym przywilejem otrzymał łan ziemi i możliwość wycinania drzew w lasach, łowienia ryb w rzekach, warzenia piwa i palenia gorzałki na swoje potrzeby, a ponadto czynił go wolniejszym od pańszczyzny, czynszów a obligował do stawiania się na wyprawy wojenne. Przywilej ten potwierdzony był dla jego potomków przez wszystkich królów polskich, aż do upadku I Rzeczypospolitej. Administracyjnie Zawada należała przez wieki do ziemi sieradzkiej. W XVI wieku podlegała pod Starostwo Olsztyńskie. Powinnością wsi było wystawianie 6 zbrojnych do obrony zamku w Olsztynie lub dostarczanie 6 wozów drewna brzozowego. Według lustracji w 1789 roku dzierżawcą wsi był Ludwig Karsznicki. Wieś posiadała karczmę i młyn w Śliwakowie. Zawada w tym czasie liczyła 82 gospodarzy. Po rozbiorach Polski Zawada wchodzi w skład Ekonomii Gidelskiej gdzie był zarząd dóbr rządowych. Po utworzeniu Księstwa Warszawskiego staje się wsią włościańską z prywatną własnością ziemi.
W centrum wsi (obecnie teren parafialny) 3 morgi ziemi należały do majątku Konary i w tym miejscu właśnie wybudowano w latach 20. XIX wieku budynek szkoły powszechnej, w którym od 1856 roku mieścił się Urząd Gminy Konary. Była to dość rozległa gmina. W latach międzywojennych należały do niej Konary, Zawada, Pacierzów, Bartkowice, Śliwaków, Grabie, Zberezka, Ludwików, Gowarczów, Widzów, Lgota Mała i Teklinów. Od roku 1935 mieścił się tam również posterunek policji, a od 1919 OSP. Budynek ten spłonął w latach 20. XIX wieku. W roku 1935 zbudowano nowy budynek gminy istniejący do dzisiaj. W 1904 roku rozpoczęła się budowa w Zawadzie kaplicy na ziemi, którą darowali dla wsi Lubomirscy z Kruszyny. Byli oni właścicielami Konar. Budowę kaplicy ukończono w 1907 roku, a 24 sierpnia 1919 została powołana Parafia Św. Apostołów Piotra i Pawła pod wezwaniem Najświętszej Maryi Panny Częstochowskiej w Zawadzie, wyodrębniona z parafii Kłomnice, do której wieś należała przez wieki. Do obecnego stanu kościół został rozbudowany w latach 1930–1935. W roku 1919 została utworzona w Zawadzie Ochotnicza Straż Pożarna, a w końcu lat 20. XX wieku została wybudowana drewniana remiza, którą w 1958 zastąpił obecny murowany budynek. W roku 1929 w Zawadzie wybuchł groźny pożar, który strawił 160 budynków w tym 30 budynków mieszkalnych.

## Obecnie
Obecnie w Zawadzie mieści się Ochotnicza Straż Pożarna, Szkoła Podstawowa im. Janusza Korczaka, koło łowieckie, Związek Młodzieży Wiejskiej (ZMW) oraz parafia Św. Apostołów Piotra i Pawła.
Przy ul. Częstochowskiej znajduje się cmentarz mieszkańców wsi Zawada i Śliwaków zmarłych podczas epidemii cholery w 1852, 1866 i 1896, podczas epidemii czarnej ospy w 1873 oraz podczas epidemii grypy hiszpanki w 1917.

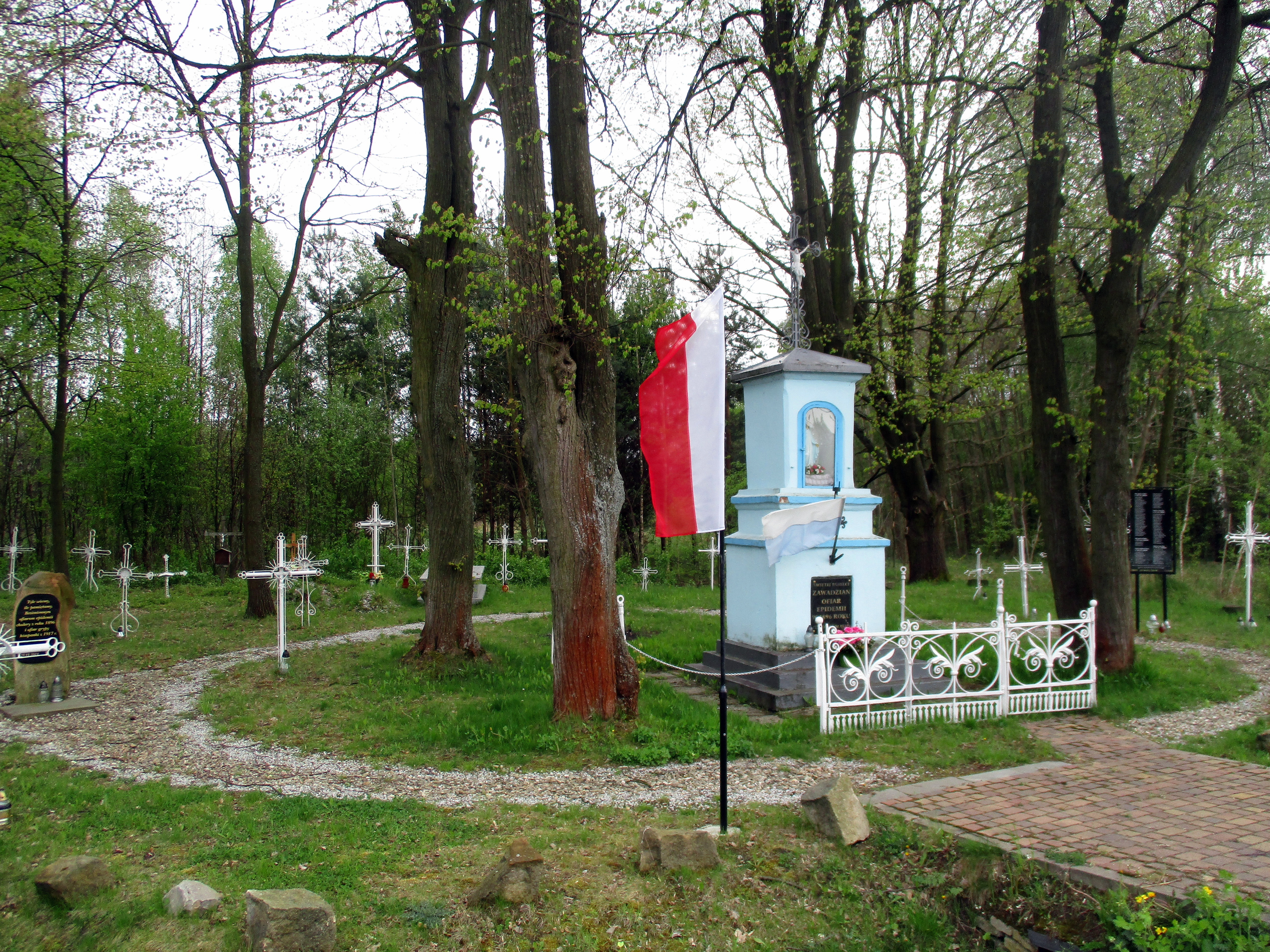
Cmentarz epidemiczny przy ul. Częstochowskiej

## Źródła
- Strona internetowa parafii Świętych Apostołów Piotra i Pawła w Zawadzie